# Liste des maires d'Orange (Vaucluse)
Cet article dresse une liste par ordre de mandat des maires d'Orange.

## Liste des maires
| Période                                  | Période          | Identité                           | Étiquette                     | Qualité |
| ---------------------------------------- | ---------------- | ---------------------------------- | ----------------------------- | --- |
| Les données manquantes sont à compléter. |                  |                                    |                               | |
| 1821                                     | 1829             | Frédéric Joseph Hyacinthe d'Hugues |                               | |
| Les données manquantes sont à compléter. |                  |                                    |                               | |
| 1836                                     | 1848             | Augustin de Gasparin               |                               | |
| 1848                                     | 1849 (Révoqué)   | Charles Dupuy                      |                               | |
| 1849                                     | 1851             | Joseph-Charles Monier              |                               | |
| 1851                                     | 1855             | Jean-Baptiste Millet               |                               | Avocat, procureur, industriel |
| 1855                                     | 1860             | Azaret Dugat                       |                               | |
| 1860                                     | 1862             | Gustave Chambaud                   |                               | |
| 1862                                     | 1864             | Alphonse Monier-Vinard             |                               | |
| 1864                                     | 1870             | Adrien Meynard                     |                               | |
| Les données manquantes sont à compléter. |                  |                                    |                               | |
| 1878                                     | 1880             | Paul de Gasparin                   |                               | Ingénieur de Ponts et Chaussées |
| 29 janvier 1881                          | 1887             | Alfred Dugat                       |                               | Docteur en médecine |
| 29 mai 1887                              | 1900             | Henry Capty                        |                               | Avocat |
| 15 mai 1900                              | 1904             | Émile Monier                       |                               | Avoué |
| 15 mai 1904                              | 1919             | Auguste Lacour                     |                               | Négociant |
| 19 décembre 1919                         | 1924             | Auguste Desplans                   |                               | Négociant |
| 27 mars 1924                             | 1925             | Auguste Lacour                     |                               | Négociant |
| 17 mai 1925                              | 1929             | Ulysse Lisbonne                    | Républicain                   | Avoué, ancien conseiller d'arrondissement                                                                                            |
| 19 mai 1929                              | 1931             | Maurice Madon                      |                               | Docteur en médecine |
| 26 novembre 1931                         | 1941             | Louis Gout                         |                               | Inspecteur primaire en retraite |
| 22 mars 1941                             | 1944             | Maurice Madon                      |                               | Docteur en médecine |
| 6 septembre 1944                         | 1945             | Gaston Collion                     |                               | Carrossier |
| 20 mai 1945                              | 1960             | Raphaël Balester                   | Radical                       | Négociant |
| 29 octobre 1960                          | 1971             | André Bruey                        | Radical                       | Notaire |
| 28 mars 1971                             | 1977             | Jacques Bérard                     | UDR puis RPR                  | Avocat |
| 25 mars 1977                             | 1979 (démission) | Louis Giorgi                       | PCF                           | Retraité |
| 21 février 1980                          | 1983             | Gilbert Ricci                      | PCF                           | Cordonnier |
| 1983                                     | mars 1989        | Robert Pini                        | RPR                           | Professeur de droit |
| mars 1989                                | 25 juin 1995     | Alain Labé                         | PS                            | Professeur d'histoire-géographie |
| 25 juin 1995                             | Novembre 2021    | Jacques Bompard                    | FN puis MPF puis Ligue du Sud | Chirurgien-dentiste Conseiller général d'Orange-Ouest Conseiller régional de Provence-Alpes-Côte d'Azur Député Président de la CCPRO |
| 30 novembre 2021                         | En cours         | Yann Bompard                       | Ligue du Sud                  | Conseiller départemental du canton d'Orange Président de la CCPRO                                                                    |